# برج الحمراء
برج الحمراء، او برج الحمرا، هو برج ومجمع تجاري تابع شركة الحمراء العقارية، ويبلغ ارتفاع برج الحمراء نحو 414 مترا. وهو بذلك يعد أطول
ناطحة سحاب في الكويت وفي المرتبة 23 على مستوى العالم (إحصائية 2016).

## التصميم
استعانت شركة الحمراء العقارية لتنفيذ هذا المشروع الذي يعتبر أول ناطحة سحاب منحوتة بشركتين متخصصتين ورائدتين في بناء ناطحات السحاب وهما سكيدموري، أوينغس وميريل للاستشارات الهندسية، وشركة تيرنر العالمية. بالنسبة لتصميم البرج وخلافًا لمعظم ناطحات السحاب والتي ترتفع عموديًا باستقامة، لبرج الحمراء جدارين من الجهة الجنوبية يمتد كل منهما بانحدار تدريجي عن الهيكل الأساسي للمبنى حتى يصل إلى أكثر من 50 مترًا في الاتجاه الأفقي وعلى ارتفاع 350 مترًا.

## البناء
استخدم في بناء البرج 195 ألف متر مكعب من الخرسانة، وحوالي 6000 طن من الهياكل المعدنية و 38 ألف طن من حديد التسليح، ويوجد في البرج 40 مصعدا كهربائيًا تصل سرعة بعضهم إلى 10 متر في الثانية وحمولة تصل إلى 40 شخص، كما يوجد مصعدين للخدمات تصل حمولتهما إلى سبعة أطنان.
وتقدر مساحة البناء في كل طابق بنحو 2400 متر مربع، مما يجعله أضخم مبنى على مستوى الكويت. ويتكون البرج من 77 طابق على ارتفاع 412 متر. وبلغت سرعة البناء بمتوسط طابق كل تسعة أيام. واكتمل المشروع في 17 أغسطس 2010.

## التمويل
بلغت تكلفة بناء مشروع الحمراء نحو 180 مليون دينار كويتي فضلا عن قيمة الأرض التي أقيم عليها المشروع البالغ قيتمها 100 مليون د.ك، وقد مول بنك الكويت الوطني المشروع بقرض بقيمة 108 مليون د.ك في حين مول باقي المبلغ من قبل شركة الحمراء العقارية المالكة للمشروع وذلك عن طريق مواردها الذاتية.

## الجوائز
حصل البرج على عدد من الجوائر حتى قبل اكتمال المشروع، منها جائزتا أفضل مشروع ناطحة سحاب وأفضل مشروع تحت الإنشاء لعام 2008، وذلك في مسابقه «MIPIM»، وكذلك جائزة أفضل تصميم من «American architecture awards» في عام 2008.

## وصلات خارجية
- الموقع الرسمي